# Закарпатська єпархія ПЦУ
Закарпатська єпархія — єпархія Православної церкви України на території Закарпатської області. Єпархіальний центр — Ужгород.

## Історія єпархії
Загалом, територія Закарпаття належала то до Сербської православної церкви, то до Константинопольської. Після окупації краю 1946 року військами СРСР, Закарпаття стало територією Російської православної церкви
Відродження УАПЦ наприкінці 1980-х років призвело до утворення Ужгородсько-Виноградівської єпархії УАПЦ.
До 2018 року церква не мала в Ужгороді жодного храму, натомість всі служби проходили в одній з трьох капличок. Лише на початку травня 2018-го там почалося будівництво першої церкви.
В червні 1992 ввійшла в склад УПЦ КП, перейменована на Закарпатську єпархію УПЦ КП.

## Правлячі Архиєреї
- Володимир (Романюк) 29 квітня 1990–1991
- Кирил (Михайлюк) 3 серпня 2003 — 26 грудня 2014
  -  26 грудня 2014 24 січня 2015 митрополит Івано — Франківський і Галицький Іоасаф (Василиків) (в. о.)
- Варсонофій (Руднік) (з 26 січня 2015)

## Сьогодення єпархії
Після приходу на Закарпатську єпархію владики Варсонофія (Рудника), почалися переходи громад УПЦ-МП до УПЦ-КП.
Так, громада УПЦ МП Свято-Рождества Богородиці села Пилипець Міжгірського району Закарпатської області 09 серпня 2015 року, на загальних парафіяльних зборах ухвалила рішення про перехід  до складу Української Православної Церкви Київського Патріархату. .
26 червня 2015 року, Преосвященний Варсонофій, єпископ Ужгородський і Закарпатський, із архіпастирським візитом відвідав Міжгірський район, де в с.Річки освятиві місце під будову храму. .
19 липня 2015 року, в Свято-Троїцько-Михайлівському соборі м. Берегово (настоятель-протоієрей Михайло Савко) , за вечірнім богослужінням єпископ Ужгородський і Закарпатський Варсонофій здійснив чин чернечого постригу над священноіноком Димитрієм (Хвіцом). Новопострижений ієромонах отримав ім'я в честь прп. Антонія Києво-Печерського.
26 серпня 2015 року владика Варсонофій виступив з заявою:
"Представники УАПЦ , не зареєстрованої на території Закарпаття , так званої " Закарпатської єпархії УАПЦ" -керівник Михайлюк Михайло Ілярович ( колись єпископ Кирил) та їх представник Валерій Фозикош, спробували силоміць захопити не закінчений у будові Храм в честь Петра і Павла УПЦ КП в м.Іршава-законодавчо відсіч ми їм дали, але вони , як той персонаж з мультфільму Карлсон -"обіцяли завтра повернутись" з силою та бітами ) чекаємо з молитвою ...Просимо Бога, щоб Він їх врозумив....прикро , що представники УАПЦ не розуміють, що коли нема права власності їхнього-нічого не отримають))) З нами , слава Богу громада та Бог...а чому Бог...та тому , що Він там де правда....Моліться за нас". .
24 лютого 2019 року, громада храму Різдва Пресвятої Богородиці смт.Ясіня перейщла з УПЦ-МП до УПЦ-КП. Благочинним Ясінського округу став митрофорний  протоієрей Анатолій Натолочний. До Ясінського благочиння увійшли такі релігійні громади та храми:  
- Свято-Троїцький Храм смт.Ясіня , вул. Борканюка
настоятель прот. Анатолій Натолочний 
- Храм св.Георгія Побідоноця  смт.Ясіня , ур.Кевелів
настоятель за сумісництвом  прот. Анатолій Натолочний
- Свято-Іллінський храм  смт.Ясіня, вул. Воз"єднання (Лопушанка)
Настоятель ієрей Ярослав Михайлюк
- релігійна громада прп. Іова Почаївського с. Лазещина , Рахівський район.
У 2018 році Анатолій Натолочний - Ясінський благочинний, та настоятель Свято-Троїцького храму смт.Ясіня перейшов до УАПЦ, в юрисдикцію Віктора (Бедя). Перед тим у його юрисдикцію перейшли ще два священика: протоієрей Іван Гота - настоятель храму Собору 12-ти Апостолів с.Косівська Поляна, та протоієрей Андрій Гирич - голова єпархіального відділу у справах сім"ї та шлюб, настоятель храму св. Варвари у м. Тячів.
- На сьогоднішній день до складу Закарпатської єпархії входить 32 парафії, в яких служать 22 священослужителів (з них — 2 диякони).
- В єпархії сформовано 6 благочинь. В її юрисдикцію входить 1 монастир, в якому несуть послух 2 ченці.
- Функціонують 2 недільні школи.
- У період з 1992 року по 2010 рік збудовано 3 типові храми.
- Станом на березень 2011 року будуються ще 8 храмів.

## Єпархіальне управління
м. Ужгород, вул. Р. Шухевича, 8-Б. Сайт: http://www.cerkva.uz.ua/p/eparchy.html [Архівовано 8 квітня 2016 у Wayback Machine.]
- Преосвященний Варсонофій — єпископ Ужгородський і Закарпатський ПЦУ, голова єпархіального відділу благодійності та соціального служіння;
- протоієрей Сергій Ємець — секретар Закарпатської єпархії ПЦУ, відповідальний за зв'язки з засобами масової інформації.
- Протоієрей Михаїл Ягнюк — обласний благочинний Закарпатської єпархії ПЦУ.
- Протоієрей Сергій Потюк — Голова єпархіального відділу у справах молоді;
- Протоієрей Ігор Войтович — Голова єпархіального Відділу капеланства, взаємодії зі Збройними силами України та правоохоронними структурами в Закарпатській області ;

## Храми і монастирі єпархії

### Ужгородське благочиння
- Благочинний — прот. Андрій Валько

| №  | Назва                                               | Адреса                                                 | Настоятель | Примітка |
| -- | --------------------------------------------------- | ------------------------------------------------------ | --- | -------- |
| 1  | Єпархіальний Храм прп. Амфілохія Почаївського       | м. Ужгород                                             | благочинний прот. Ігор Войтович, клірик ієрей Андрій Сусол, протодиякон Станіслав Черевко, протодиякон Сергій Погребняков | 2021     |
| 2  | Храм Преображення Господнього                       | м. Ужгород, вул. Р. Шухевича, 8-Б                      | прот. Сергій Ємець |          |
| 3  | Храм Свято-Троїцький                                | м. Ужгород, вул. Київська-Набережна 16                 | прот. Віктор Аврамчук |          |
| 4  | Храм Святої Трійці                                  | м. Ужгород, район Шахта                                | ієрей Роман Цап |          |
| 5  | Міжконфесійна каплиця св. Йосипа Обручника          | м. Ужгород, на території Ужгородської обласної лікарні | прот. Ярослав Михайлюк |          |
| 6  | релігійна громада св. Миколая Чудотворця            | м. Ужгород                                             | прот. Сергій Ємець |          |
| 7  | Храм св. безсрібників і чудотворців Косми і Даміана | с. Дубриничі вул. Берег, 105                           | прот. Андрій Валько |          |
| 8  | релігійна громада св. князів Бориса і Гліба         | с. Пацканьово                                          | прот. Сергій Ємець |          |
| 9  | Храм Покрови Пресвятої Богородиці                   | м. Перечин, вул. Лермантова, 14                        | митр. прот. Андрій Валько                                                                                                 | 2016     |
| 10 | Храм св. первомученика архідиякона Степана          | с. Минай, вул. Коротка 1                               | ієромонах Агапіт (Біляк)                                                                                                  |          |
| 11 | Храм св. мч. Параскеви-П'ятниці                     | с. Сімер, вул. Зарічна 46                              | прот. Павло Михальчук |          |
| 12 | Храм свт. Спиридона Тримифундського                 | м. Чоп на території Чопського прикордонного загону     | прот. Сергій Ємець |          |
| 13 | Храм Всіх святих Українських воїнів                 | м. Чоп на території військової частини Т0950           | прот. Павло Михальчук |          |

### Берегівське благочиння
- Благочинний — митр. прот. Михайло Савко

| № | Назва                               | Адреса                             | Настоятель                                                | Примітка |
| - | ----------------------------------- | ---------------------------------- | --------------------------------------------------------- | -------- |
| 1 | Свято Троїцько-Михайлівський собор  | м. Берегове, вул. Можайського 52В  | митр. прот. Михайло Савко, протодиякон Володимир Марцінів |          |
| 2 | Храм Успіння Пресвятої Богородиці   | м. Виноградів, вул. Івана Франка 1 | прот. Василій Гесня                                       |          |
| 3 | Храм святих апостолів Петра і Павла | м. Іршава, вул. Шкільна            | прот. Валерій Фозикош                                     |          |
| 4 | Храм святих апостолів Петра і Павла | с. Горонглаб                       | ієрей Зеновій Терлецький                                  |          |

### Мукачівське благочиння
- Благочинний — прот. Віктор Худяк

| № | Назва                                    | Адреса                                        | Настоятель                                             | Примітка |
| - | ---------------------------------------- | --------------------------------------------- | ------------------------------------------------------ | -------- |
| 1 | Храм Успіння Пресвятої Богородиці        | м. Мукачеве, вул. Ярослава Мудрого 42а        | прот. Сергій Потюк                                     |          |
| 2 | Храм військовий св. влмч. Юрія Переможця | м. Мукачеве                                   | ієрей Іван Кенез, клірик - протодиякон Ігор Терлецький |          |
| 3 | Храм Преображення Господнього            | м. Мукачеве, вул. І.Франка-бічна (без номера) | прот. Віктор Худяк                                     |          |
| 4 | Храм Благовіщення Пресвятої Богородиці   | с. Нижній Студений                            | прот. Василь Юраш                                      |          |
| 5 | Свято-Миколаївський храм                 | с. Верхній Студений                           | прот. Василь Юраш                                      |          |
| 6 | храм св. Івана Хрестителя                | м. Свалява, вул. Астолоша 24                  | ієрей Мар'ян Чичерський                                | 2019     |
| 7 | Храм Пресвятої Трійці                    | с. Річка                                      | прот. Василь Калічин                                   |          |
| 8 | Храм Різдва Пресвятої Богородиці         | с. Пилипець                                   | прот. Василь Калічин                                   | 1762     |

### Рахівське благочиння
- Благочинний — прот. Іван Андращук

| № | Назва                             | Адреса                                                | Настоятель                                      | Примітка |
| - | --------------------------------- | ----------------------------------------------------- | ----------------------------------------------- | -------- |
| 1 | Храм Успіння Пресвятої Богородиці | с. Ділове                                             | прот. Іван Андращук                             |          |
| 2 | Храм Свято-Духіївський            | с. Луг                                                | ієрей Руслан Кочержук                           |          |
| 3 | Храм Вознесіння Господнього       | м. Рахів, вул. Хмельницького б/н (парк ім. Шевченка). | прот. Петро Кравець                             |          |
| 4 | Храм святого Пророка Іллі         | смт. Великий Бичків, вул. Гоголя 2                    | митр. прот. Віктор Білан                        |          |
| 5 | Храм Свято-Покровський            | смт. Великий Бичків, вул. Покровська                  | прот. Михаїл Ягнюк, клірик диякон Юрій Мойсенюк |          |
| 6 | Храм св. Юрія Переможця           | смт. Ясіня, ур. Кевилів                               | ієрей Василь Мельничук                          |          |
| 7 | Храм Свято-Іллінський             | смт. Ясіня, вул. Воз'єднання (Лопушанка)              | прот. Володимир Костюшко                        |          |
| 8 | Храм святих 12 Апостолів          | с. Косівська Поляна                                   | прот. Іван Щербина                              |          |

### Хустсько-Тячівське благочиння
- Благочинний — прот. Ігор Піскун

| № | Назва                              | Адреса                              | Настоятель            |  | Примітка |
| - | ---------------------------------- | ----------------------------------- | --------------------- |  | -------- |
| 1 | Свято-Катеринівський храм          | м. Хуст, вул. Колгоспна 2           | прот. Ігор Піскун     |  |          |
| 2 | Храм святої Великомучениці Варвари | м. Тячів, вул. Леонтовича 108       | ієрей Петро Яким      |  |          |
| 3 | Свято-Михайлівський храм           | с. Бедевля                          | прот. Андрій Гирич    |  |          |
| 4 | Свято-Пантелеймонівський храм      | смт. Буштино, вул. Головна, 444     | прот. Андрій Кравчук  |  |          |
| 5 | Храм Різдва Івана Предтечі         | с. Нересниця, вул. Грушевського 207 | прот. Валерій Микитюк |  |          |
| 6 | Храм св. рівноап. князя Володимира | с. Лази, вул. Залізнична 1          | ієрей Петро Яким      |  |          |